# وردجا، شهرستان پلوا
وردجا، شهرستان پلوا (به لاتین: Vardja, Põlva County) یک روستا در استونی است که در دهستان لاهدا واقع شده‌است.